# Ayuelas
Ayuelas es una de las 6 pedanías de la localidad burgalesa de Miranda de Ebro. El pueblo está dividido en dos barrios, Ayuelas de Arriba y Ayuelas de Abajo, que corresponde con la antigua aldea de Gorejo. Está a una altitud media de 531 metros, si bien es un pueblo relativamente largo en relación con su número de habitantes y casas y toda su longitud corresponde a una cuesta, con lo que su iglesia principal se encuentra casi a unos 600 metros. Los pueblos más cercanos a esta localidad son Moriana y Santa Gadea del Cid.
Celebra sus fiestas patronales el 30 de noviembre.

## Accesos
Para llegar a Ayuelas se puede hacer desde el casco antiguo de la propia ciudad de Miranda de Ebro, tomando la carretera que parte del cementerio de esta ciudad en dirección a Suzana para desviarse hacia Ayuelas unos 300 metros después, tras pasar sobre el río Oroncillo. También se puede acceder desde la N-1, directamente por una vía agrícola asfaltada que nace a la altura de Bujedo, o cogiendo antes la BU-525, en la que el desvío hacia Ayuelas se encuentra junto al pueblo de Santa Gadea del Cid. Este acceso es más directo y adecuado si se va desde Burgos o desde Bilbao y el primero es mejor si se accede desde Vitoria o Logroño.

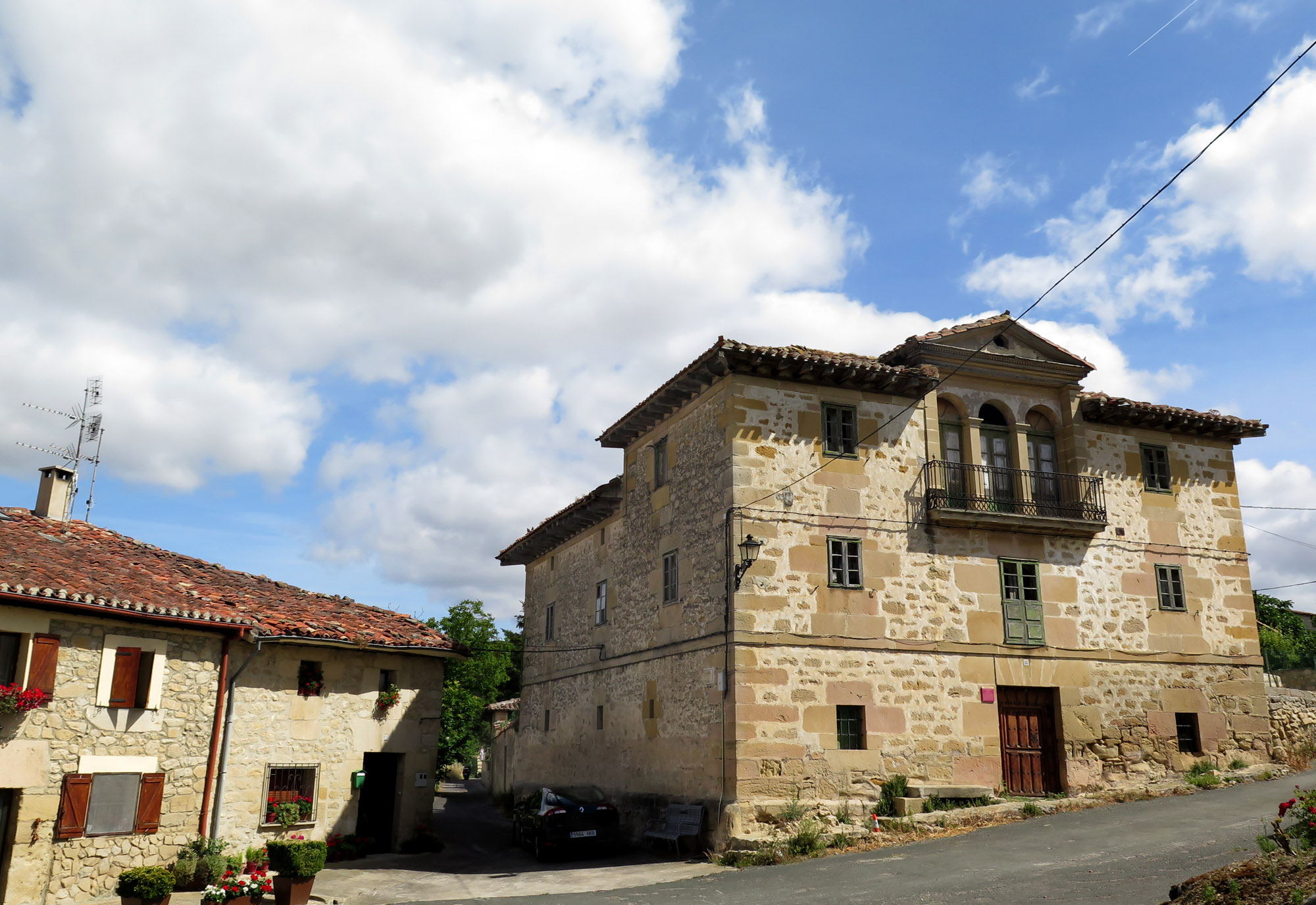
Calle de Ayuelas con buenos ejemplares de casas de piedra, arquitectura que se conserva en la gran parte de los edificios del pueblo

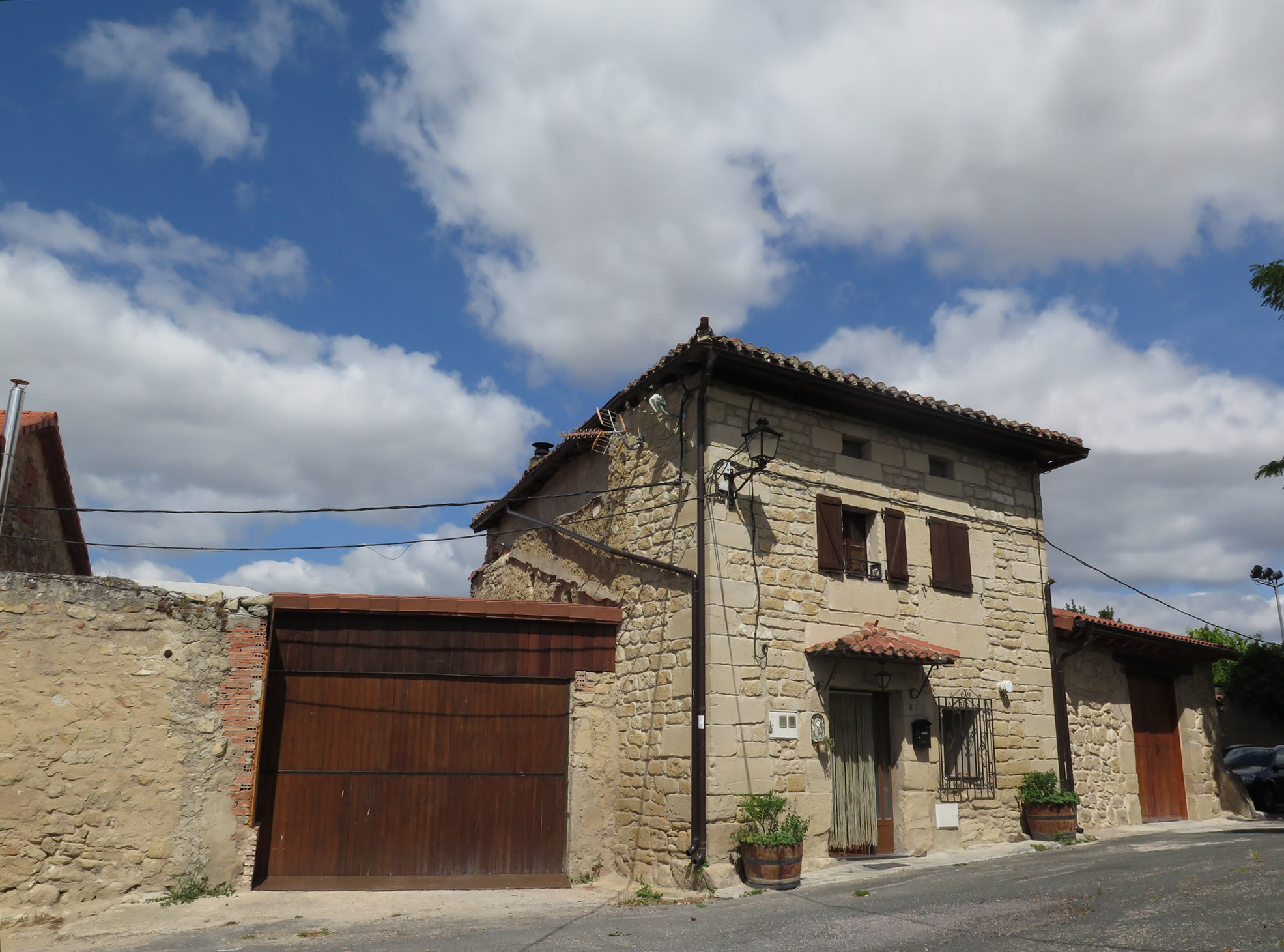
Calle de Ayuelas

## Historia
Ayuelas proviene del latín "Fagetum" que hace referencia a hayedos por lo que la zona dispondría en otros tiempos de este tipo de vegetación. Aparece ya citada en el fuero de Cerezo de Río Tirón en el año 1151.
Villa, en la categoría de “pueblos solos” en el  partido de Bureba jurisdicción de realengo con alcalde ordinario.
A la caída del Antiguo Régimen queda constituíida como ayuntamiento constitucional del mismo nombre en el partido de Miranda de Ebro, región de  Castilla la Vieja.
Así se describe a Ayuelas en el tomo III del Diccionario geográfico-estadístico-histórico de España y sus posesiones de Ultramar, obra impulsada por Pascual Madoz a mediados del siglo XIX:

Villa con ayuntamiento en la provincia, audiencia territorial y diócesis de Burgos (13 leguas), partido judicial de Miranda de Ebro (1); Situada entre Santa Gadea N y Valverde S, combatida principalmente de los vientos N y NO con clima sano, aunque propenso a tercianas y catarros. Componen la villa 2 pequeños barrios llamados de Abajo y de Arriba, distante el uno del otro unos 400 pasos; entre ambos tiene 42 casas además de la consistorial; 1 escuela de primeras letras común para los niños de ambos sexos dotada con 26 ½ fanegas de trigo, pagadas por repartimiento entre los vecinos; y 1 iglesia parroquial (San Andrés Apóstol) servida por 2 curas beneficiados enteros y 1 sacristán. Fuera del barrio de Abajo a 250 pasos de distancia hay 1 ermita denominada Nuestra Señora de Gorejo. Confina el término N con el de Montañana (1/2 legua); E Orón (3/4); S Bugedo (3/4); y O Santa Gadea y Moriana (1/2); en él, a bastante distancia de los 2 barrios, se encuentran 2 fuentes, la una con agua de buena calidad y la otra bastante gruesa; de ambas se surten los vecinos; le bañan diferentes arroyos, de los cuales el más notable es el que baja de Moriana y en dirección N NE va a desaguar en el río Suzana. El terreno es de mediana calidad, pero necesita mucho abono. Tiene caminos para Miranda, Suzana, Montañana, Santa Gadea, Moriana, Ameyugo, Bugedo y Orón. El correo lo recibe de Miranda por valijero; entre y sale los martes y sábados; Producciones: trigo, centeno, cebada, avena, vino chacolí y algunos frutos; cría ganado lanar; Población: 47 vecinos, 188 almas. Capital productivo: 945.800 reales. Imponible: 89.493. Contribución: 5.387 reales 25 maravedíes.
Diccionario geográfico-estadístico-histórico de España y sus posesiones de Ultramar

## Geografía
A pesar de encontrarse en una zona con poca inclinación o predominantemente llana, el entorno cercano que se divisa frente al pueblo, protagonizado por los Montes Obarenes, es de gran belleza paisajística y suele mostrar sus cumbres nevadas durante el invierno. Se ven muy cerca del pueblo los riscos de Cellorigo y el monte la Muela hacia el sur y la cumbre del pico Humión (1474 msmn) al oeste.

## Demografía
| Gráfica de evolución demográfica de Ayuelas entre 1842 y 1940 |
| |
| Población de derecho según los censos de población del INE Población de hecho según los censos de población del INEEntre el censo de 1960 y el anterior, este municipio desaparece porque se integra en el municipio Miranda de Ebro. |

Evolución de la población
| Gráfica de evolución demográfica de Ayuelas entre 2000 y 2021      |
|                                                                    |
| Población de derecho (2000-2021) según el padrón municipal del INE |

## Monumentos
- Parroquia de San Andrés (siglos XV a XVII), con elementos góticos y otros estilos, construida con un carácter claramente defensivo, como indica su robusta y almenada torre.[6]
- Ermita de Nuestra Señora de Gorejo (siglo XIII), situada en el barrio de abajo, antiguamente aldea independiente con el nombre de Gorejo[7]

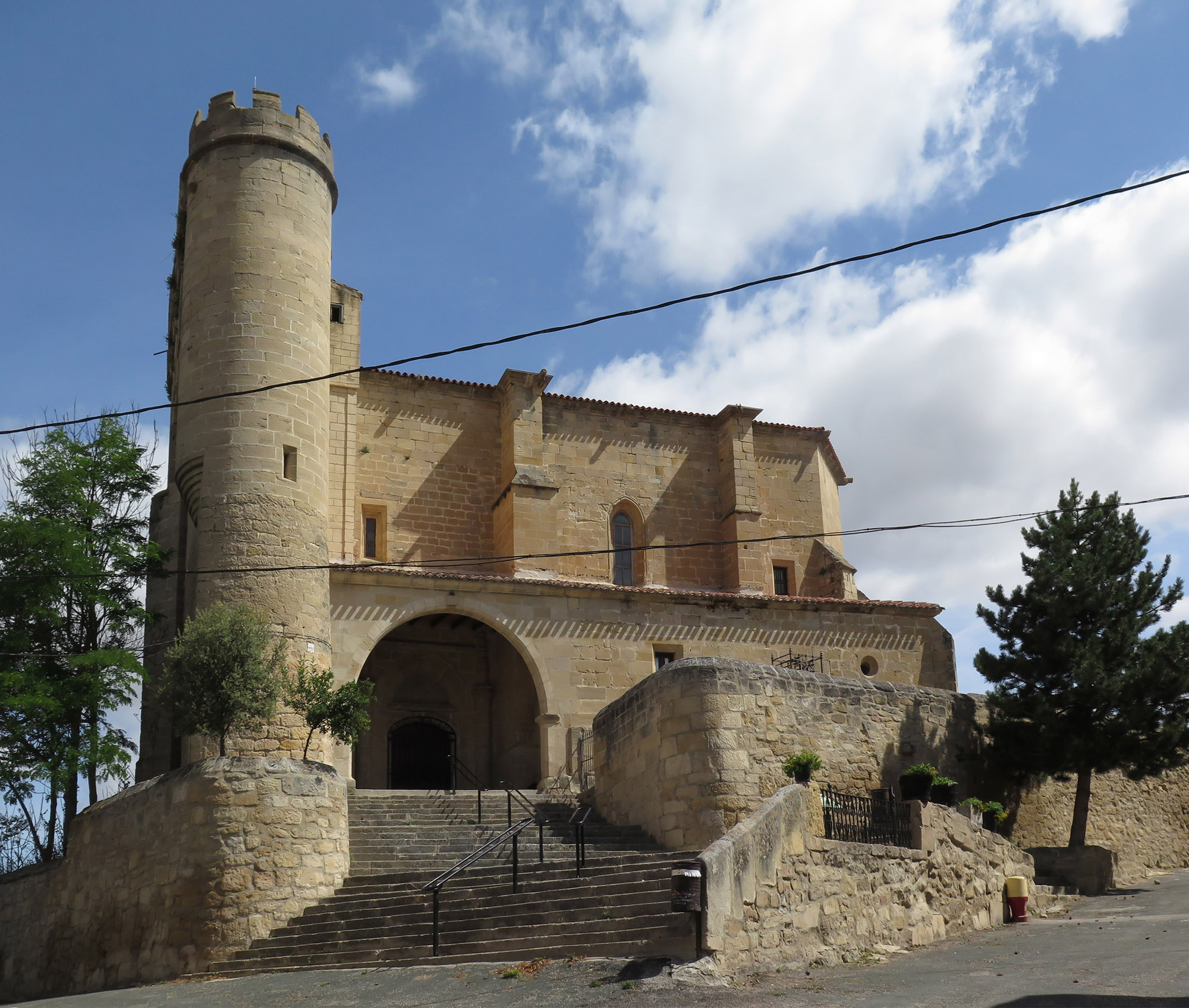
Fachada de la iglesia de San Andrés de Ayuelas
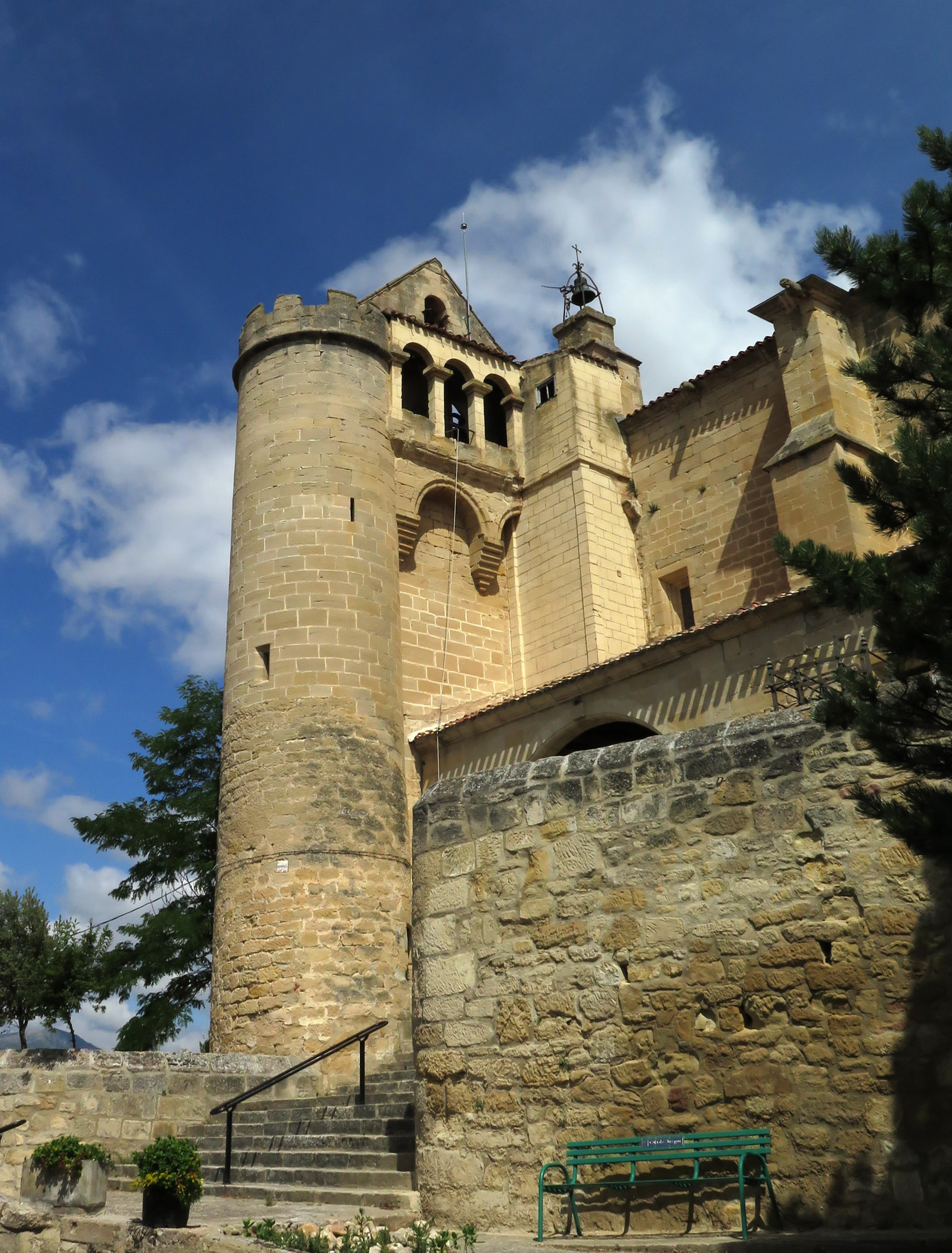
Zona trasera de la torre y la españada de la iglesia de San Andrés
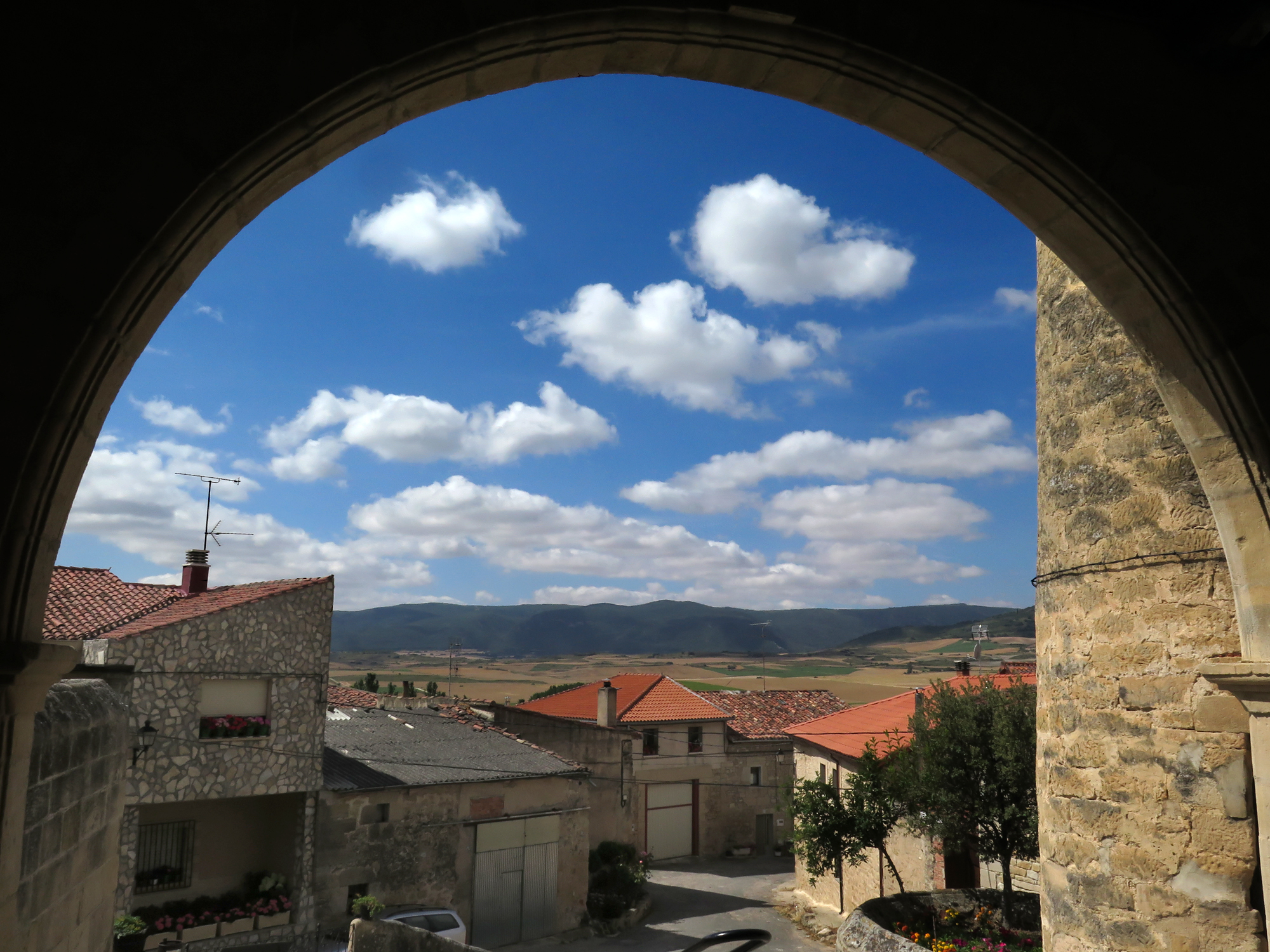
Vista con los Montes Obarenes al fondo desde el acceso a la iglesia de San Andrés
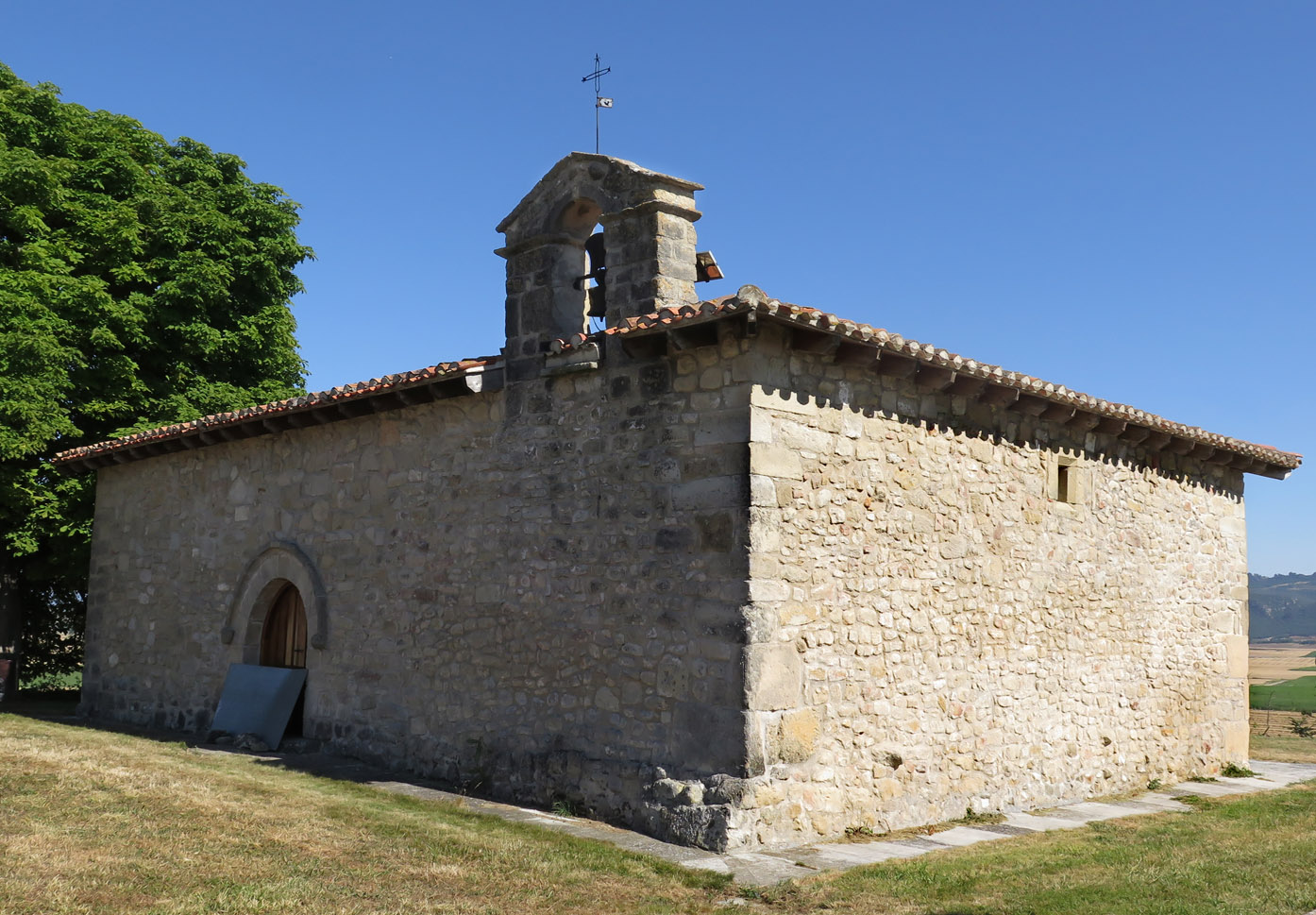
Vista general de la Ermita de Nuestra Señora de Gorejo
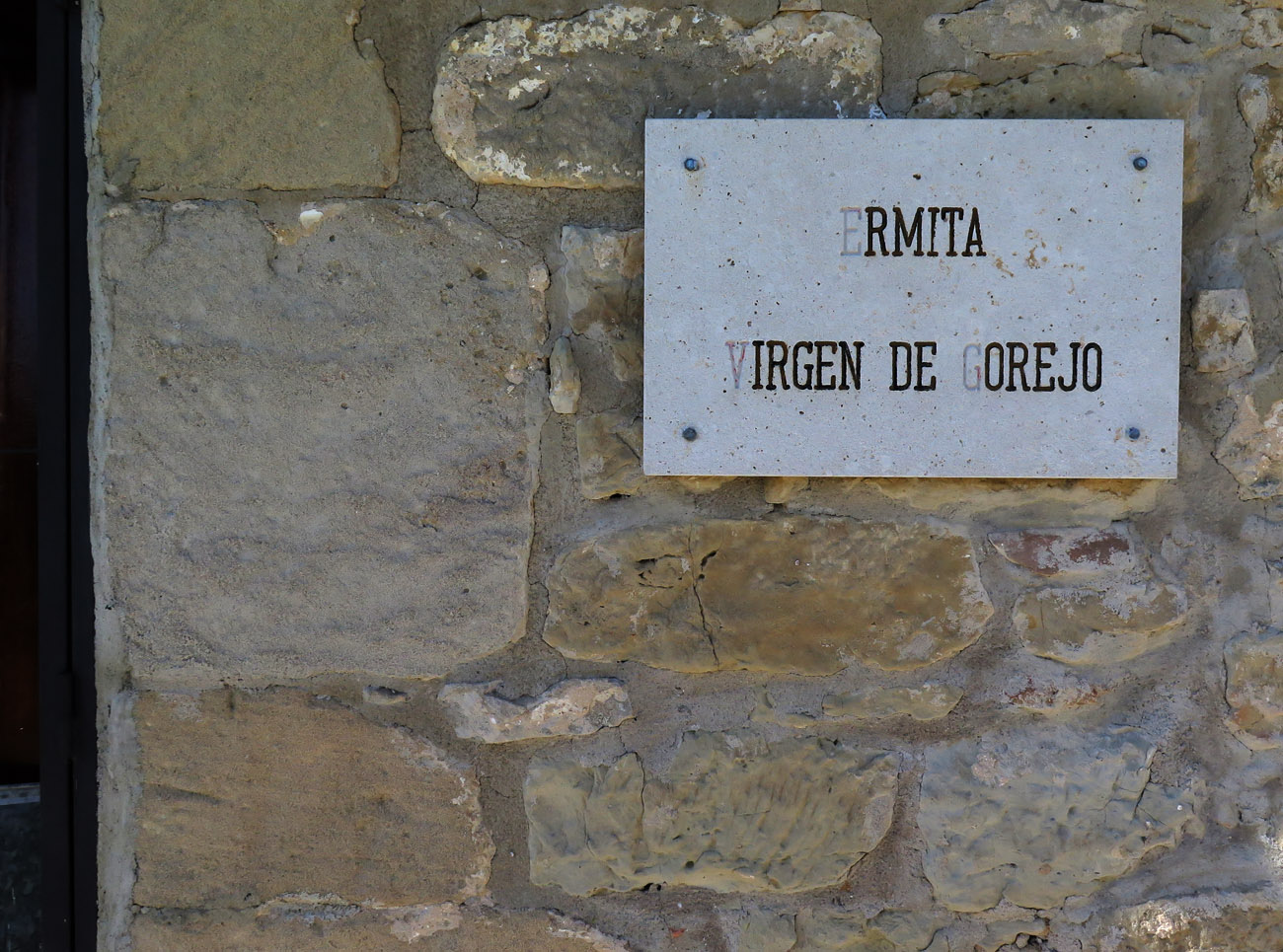
Detalle del acceso sur a la Ermita de Gorejo

## Chacolí
En Ayuelas, como en otros pueblos del entorno, históricamente se ha producido chacolí, algo que en el caso de esta localidad todavía se mantiene y que está profusamente documentado, como en el propio diccionario de Pascual Madoz.